# Flobergstjärnen (Gagnefs socken, Dalarna)
Flobergstjärnen är en sjö i Gagnefs kommun i Dalarna och ingår i Dalälvens huvudavrinningsområde.